# Bisdom Legazpi
Het bisdom Legazpi (Latijn: Dioecesis Legazpiensis) is een rooms-katholiek bisdom met als zetel Legazpi, op de Filipijnen. Het bisdom is suffragaan aan het aartsbisdom Caceres. 

## Geschiedenis
Het bisdom werd opgericht op 29 juni 1951, uit delen van het nieuw verheven aartsbisdom Caceres. Op 27 mei 1974 verloor het gebied bij de oprichting van het bisdom Virac. 

## Parochies
Het bisdom had in 2021 een oppervlakte van 2.575 km2 en telde 1.576.900 inwoners waarvan 93,2% rooms-katholiek was.

## Bisschoppen
- Flaviano Barrechea Ariola (15 mei 1952 - 27 november 1968)
- Teotimo Cruel Pacis (23 mei 1969 - 4 juni 1980)
- Concordio Maria Sarte (12 augustus 1980 - 22 november 1991)
  - Lucilo Barrameda Quiambao (hulpbisschop: 23 maart 1982 - 10 december 2009)
- José Crisologo Sorra (1 maart 1993 - 1 april 2005)
- Nestor Celestial Cariño (1 april 2005 - 7 november 2007; hulpbisschop: 9 maart 1978 - 12 augustus 1980)
- Joel Zamudio Baylon (1 oktober 2009 - heden)

## Galerij van afbeeldingen

Wapen van het bisdom
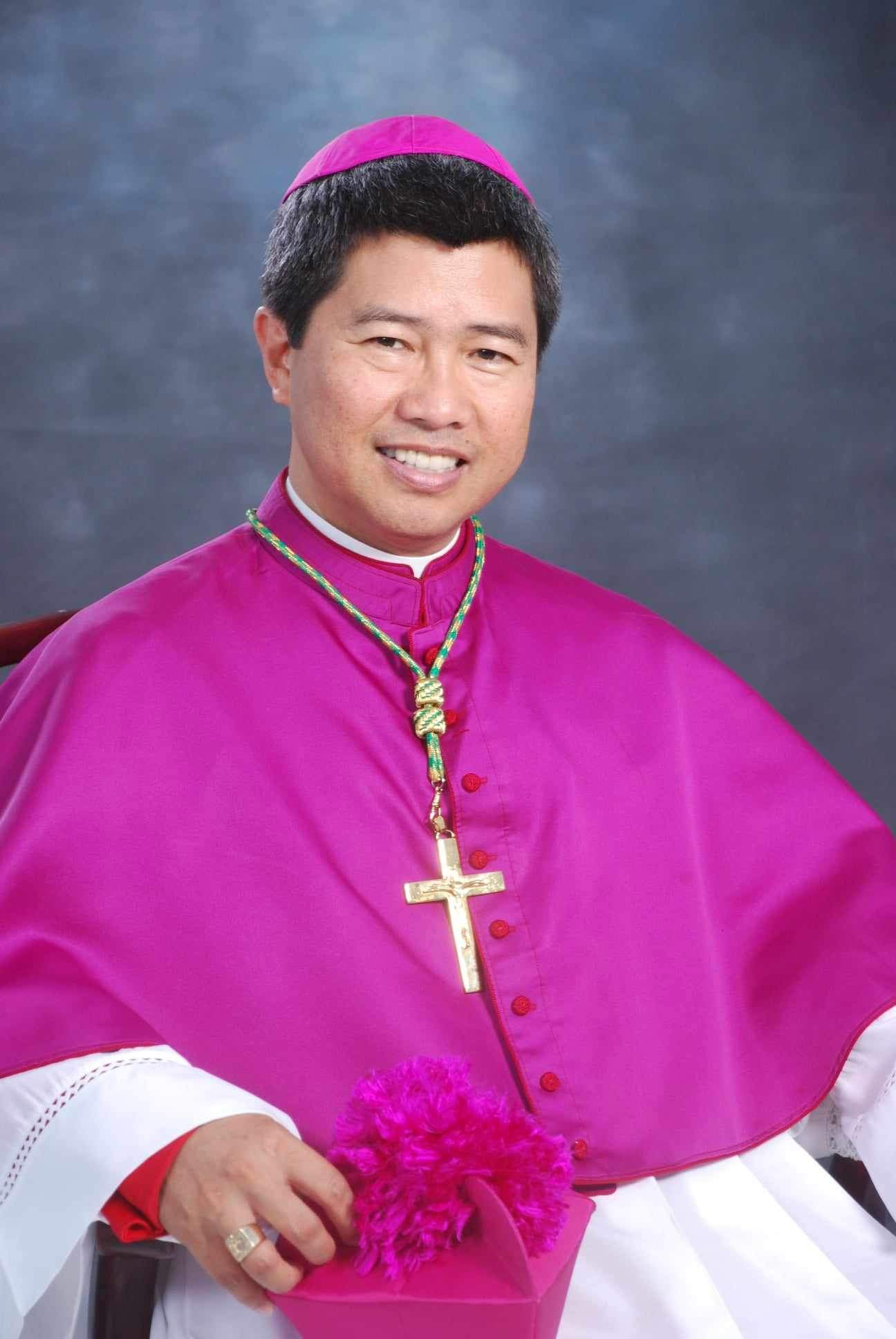
Bisschop Joel Zamudio Baylon (2009-heden)

Caceres (aartsbisdom) · Daet · Legazpi · Libmanan · Masbate · Sorsogon · Virac